# Herina lacustris
Herina lacustris är en tvåvingeart som först beskrevs av Johann Wilhelm Meigen 1826.  Herina lacustris ingår i släktet Herina och familjen fläckflugor. Inga underarter finns listade i Catalogue of Life.